# Bathylaimus deconincki
Bathylaimus deconincki is een rondwormensoort uit de familie van de Tripyloididae. De wetenschappelijke naam van de soort is voor het eerst geldig gepubliceerd in 1966 door Inglis.